# Bellator 3
Bellator 3 foi um evento de MMA (artes marciais mistas) organizado pelo Bellator Fighting Championships, realizado no Lloyd Noble Center, em Norman, Oklahoma nos Estados Unidos no dia 17 de Abril de 2009. Foi transmitido nacionalmente nos EUA através de VT (video-tape) na noite seguinte, no sábado 18 de abril, através de um acordo de exclusividade com a ESPN Deportes.